# Филип Стевановић
Филип Стевановић (Ужице, 25. септембра 2002) српски је фудбалер, који тренутно наступа за РКЦ Валвајк, на позајмици из Манчестер Ситија.
Почео је да тренира у школи фудбала ОФК Вранић из Ариља, док је 2011. године прешао у београдски Партизан, где је потом прошао све млађе категорије. Са тим клубом је, 2018. године, потписао свој први професионални уговор. За први тим је дебитовао у Суперлиги Србије за сезону 2018/19, 9. децембра исте године, са 16 година, два месеца и 14 дана старости. Свој први погодак на званичној утакмици постигао је на почетку квалификација за Лигу Европе, наредне сезоне, чиме је постао најмлађи стрелац у европским такмичењима, са простора држава бивше Југославије. Наступао је за пионирску и млађу кадетску, а тренутно је члан омладинске репрезентације Србије.

## Каријера

### Партизан

#### Сезона 2018/19: прикључење сениорском погону
Стевановић је фудбалом почео да се бави у школи фудбала ОФК Вранић из Ариља. Оснивач те академије, Радован Вранић, препоручио га је свом дугогодишњем пријатељу, Душану Трбојевићу, чијим посредством је Стевановић у Партизан прешао 2011. године. Са матичним клубом наставио је да тренира и у наредном периоду, док је викендом путовао на утакмице Партизана. У Београд се преслио неколико година касније. У међувремену, као играч селекције млађих пионира тог клуба, Стевановић је постигао два поготка у вечитом дербију, против екипе Црвене звезде одговарајућег узраста, када је Партизан победио резултатом 7 : 1. Лета 2017, Стевановић је уступљен филијали Телеоптику, на период од годину дана, где је наступао као члан узрасне категорије млађих кадета.

Од када знам за себе сањао сам да једног дана заиграм за први тим Партизана. Прошао сам све категорије Партизана – петлиће и пионире, сада сам млађи кадет, тако да сам одмалена научио шта значи свети грб. Искрен да будем нисам имао трему до уласка на терен, само ми је жао што нисам искористио шансу у последњим минутима утакмице за гол, али сам пресрећан што сам дебитовао.

—Филип Стевановић, децембар 2018.
Календарске 2018, Филип Стевановић је потписао свој први професионални уговор са Партизаном. Тренер првог тима Партизана, Зоран Мирковић, прикључио је неколико играча из млађих селекција тренинзима првог тима, током репрезентативних термина, средином октобра исте године. Недуго затим, Стевановић је наступио на пријатељском сусрету са Полетом у Сивцу, поводом обележавања 90 година постојања тог клуба, где је екипа Партизана сачињена од резервиста победила резултатом 2 : 0. Наредног месеца, за време паузе у првенству, Мирковић је суспротставио две комбиноване екипе Партизана, а Стевановић је постигао два поготка и забележио асистенцију за победнички састав. Стевановић се по први пут нашао протоколу званичне утакмице сениора у 20. колу Суперлиге Србије за сезону 2018/19, 9. децембра исте године, када је Партизан дочекао екипу Рада. Стевановић је тај сусрет почео на клупи за резервне играче, а у игру је ушао у 82. минуту, са бројем 80 на дресу, заменивши на терену Ђорђа Ивановића.
Са 16 година, два месеца и 14 дана старости, колико је имао том приликом, Стевановић је постао трећи играч на листи најмлађих дебитаната у историји Партизана, после Душана Влаховића и Ненада Маринковића. Стевановић је, потом, присуствовао првом окупљању сениорског погона у 2019. години, а касније прошао и комплетне припреме са првим тимом у Белеку. Тренер Зоран Мирковић уигравао је Стевановића са првом поставом екипе Партизана, доделивши му улогу стартера на неколико утакмица одиграних током припремног периода. На отварању пролећног дела сезоне, против ОФК Бачке на стадиону Славко Малетин Вава, Стевановић је у игру ушао уместо Рикарда Гомеша у 87. минуту, при резултату 0 : 3, којим је сусрет и завршен. У следећем колу, против новосадског Пролетера, Стевановић је у игру ушао у 56. минуту, када је заменио Горана Закарића. Неколико дана касније, Стевановић је уврштен у протокол 159. Вечитог дербија, на ком није улазио у игру. У завршници сезоне, код тренера Жарка Лазетића, а потом и Сава Милошевића, Стевановић није био део сениорског састава, због чега је у том периоду поново наступао за млађе селекције. Стевановић је свој први трофеј у професионалној каријери освојио након минималне победе Партизана над Црвеном звездом, на Стадиону Рајко Митић, у Финалу Купа Србије за такмичарску 2018/19.

#### Сезона 2019/20: први голови
На почетку припрема за такмичарску 2019/20. сезону, Стевановићево име нашло се међу играчима које је тренер Саво Милошевић прозвао током првог окупљања екипе, 15. јуна 2019. године. Са екипом је, затим прошао прву фазу припрема на Златибору, где је одиграо две пријатељске утакмице, против подгоричке Будућности, односно Звијезде 09 из Станишића, када је постигао свој дебитантски погодак у дресу Партизана. Недуго затим, Стевановић је са екипом отпутовао и на наредну фазу припрема, на Похорју. На првој припремној утакмици у Словенији, против екипе Белтинаца, Стевановић је био у првој постави Партизана, док је на осталим сусретима, са Олимпијом, Бордоом, односно Пакшијем, у игру улазио са клупе. На отварању сезоне у Суперлиги Србије, против Инђије на стадиону у истоименом месту, Стевановић је у игру у завршници утакмице, уместо стрелца јединог поготка, Зорана Тошића. Дана 25. јула, Стевановић је уписао свој дебитантски наступ у континенталним такмичењима, ушавши у игру у 73. минуту прве утакмице другог кола квалификација за Лигу Европе, на гостовању велшком представнику Конахс Кију, на стадиону Рила. У реваншу сусрету против те екипе, Стевановић је у игру ушао на полувремену, заменивши као и на претходној утакмици Ђорђа Ивановића. У 72. минуту игре, Стевановић је постигао свој први погодак на званичној утакмици, за коначних 3 : 0. На тај начин постао је најмлађи стрелац Партизана на међународним сусретима, односно други најмлађи играч који је постигао гол у историји клуба, иза Душана Влаховића. Неколико дана касније, Стевановић се по први пут нашао у стартној постави Партизана на регуларној утакмици, против шабачке Мачве у оквиру другог кола домаћег шампионата. На тој утакмици такође је био стрелац првог од четири гола свог тима. Постигавши два поготка на утакмици петог кола Суперлиге Србије, против Рада, Стевановић се издвојио на врху клупске листе стрелаца у том делу сезоне, са укупно четири гола. Стевановић је свој први Вечити дерби одиграо 22. септембра 2019. године, три дана пре свог седамнаестог рођендана, када се нашао у стартној постави Партизана. Он је из игре изашао у 77. минуту сусрета, а на терен је уместо њега крочио Зоран Тошић, који је у судијској надокнади времена поставио коначних 2 : 0. Непосредно по свом 17. рођендану, Стевановић је продужио уговор са Партизаном до 2022. године. Своје прве утакмице у групној фази Лиге Европе уписао је у двомечу против Манчестер јунајтеда, а на оба сусрета у игру је улазио са клупе, уместо Зорана Тошића, односно Такуме Асана. Обе утакмице завршио је као најмлађи појединац на терену. Након репрезентативне паузе у новембру, Стевановић је одиграо читав сусрет са ивањичким Јавором. Тада је најпре изнудио једанаестерац, који Сејдуба Сума није реализовао, затим асистирао Немањи Милетићу, док је на послетку поставио коначних 6 : 2 на тој утакмици.

## Репрезентација

### Млађе селекције
Почетком 2015. године, Стевановић је позиван на селективно окупљање најмлађег репрезентативног узраста репрезентације Србије, пре него што је увршен у састав селекције до 14 година, која је учествовала на турниру у Загребу. Поред Србије, учествовали су и представници државе домаћина, те Црне Горе и Сједињених Америчких Држава. На отварању турнира, 2. јуна, Стевановић је постигао једини погодак на сусрету, за минималну победу своје екипе над Хрватском. Наредног дана, против Црне Горе је у игру ушао са клупе, а наступио је и последњег дана турнира, против селекције САД. Србија је остварила све три победе и освојила 9 бодова, уз гол гол-разлику 5 : 0.
Током априла 2017, Стевановић је, као члан старије пионирске репрезентације Србије, наступио на две пријатељске утакмице против екипе Катара у Дохи. На обе утакмице, под вођством селектора Ивана Ђукановића, Стевановић се нашао у стартној постави, а на првој од њих постигао је погодак у победи свог тима над домаћином, резултатом 3 : 2. Код истог тренера, потом је дебитовао и за састав млађе кадетске селекције, одигравши две припремне утакмице против Словачке. Стевановић је за селекцију у узрасту до 16 година старости стрелац био на утакмици против Словеније у марту 2018, када је Србија победила резултатом 3 : 1 и тако освојила прво место на УЕФА Развојном турниру одиграном на теренима Спортског центра Фудбалског савеза Србије у Старој Пазови. Стевановић није наступао за кадетску селекцију Србије.
У октобру 2019, Стевановић се нашао на списку селектора омладинске репрезентације Србије, Ивана Јевића, за први круг квалификационог циклуса за Европско првенство. За тај састав дебитовао против одговарајуће екипе Румуније, уписавши асистенцију клупском саиграчу Лазару Павловићу за први погодак на утакмици, која је завршена резултатом 1 : 1.

### Млада
По именовању Ненада Миловановића за селектора младе репрезентације Србије, 2019. године, Марковић се нашао на његовом списку за почетак квалификационог циклуса за Европско првенство 2021. У септембру 2019. селекција Србије одиграла је утакмице против екипа Русије и Летоније, док се Стевановић на другој од њих нашао у званичном протоколу, али је сусрет пропратио на клупи за резервне фудбалере. У новембру 2019, Стевановић се нашао на списку селектора Илије Столице, али је његов наступ доведен у питање, због повреде коју је претрпео током наступа за свој клуб. Стевановић је крајем августа 2020. такође позван у младу репрезентацију, али је након лекарских прегледа установљено да није спреман да наступи на сусретима са Летонијом и Бугарском. Стевановић је потом уврштен на списак за утакмице против Пољске и Естоније, на ком се нису нашли играчи рођени 1998. године, пошто Србија није изборила пласман на завршни турнир. Дебитовао је на претпоследњој утакмици у 5. групи, против селекције Пољске, док је на затварању квалификационог циклуса био у саставу против екипе Естоније. На пријатељском сусрету одиграном у Алањи крајем марта 2021, Стевановић је из слободног ударца асистирао клупском саиграчу Светозару Марковићу за минималну победу над домаћом селекцијом Турске.
Према писању Телеграфа, вршилац дужности селектора репрезентације Србије, Илија Столица, уврстио је Стевановића на списак играча из Суперлиге Србије на турнеју у Сједињеним Америчким Државама. На списку који је објављен наредног дана, поред Стевановића нашли су се Александар Поповић и Слободан Урошевић. Због повреде коју је доживео на првом тренингу, Стевановић није путовао са екипом.

## Начин игре

### Почеци и развој
Филип је бисер. Кад погледате, тек је дете, далек је пут до готовог производа, потребно је да прође доста времена, али има све што је потребно да постане озбиљан играч.

—Зоран Мирковић, шеф стручног штаба Партизана, октобар 2018.
Стевановић је 176 центиметара високи фудбалер, који може да одигра на више позиција у маневарском делу терена, а најчешће делује као бочни везни играч. Описан је као фудбалер који се добро сналази са лоптом у ногама, те да подједнако користи ситуације када има ширину за игру и када се нађе на малом простору. Боље се сналази десном ногом, што му у варијанти облика 4-2-3-1, односно уколико делује као крилни нападач у формацији 4-3-3, омогућава да са леве стране улази у средину терена. На почецима каријере, као недовољно развијени сегменти његовој у игри означени су посвећеност одбрамбеним задацима, те коришћење леве ноге. Ради унапређења способности, Стевановић је у млађим узрастима делове индивидуалних тренинга одвајао за увежбавање ударца левом ногом.

Огроман је потенцијал и требало би да га гајимо. Није све у таленту, мора мало да се навикне на неке ствари. Има добру главу и сматрам да је један од највећих талената у блиској прошлости. На пример, ја никада нисам правио проблеме на терену, ван терена јесам био склон глупостима и не бежим од тога, али је Фића тотално другачији, скроман, умерен, смирен. А таленат му омогућава да не буде такав.

—Милан Смиљанић, првотимац Партизана, фебруар 2019.
Након прикључења првом тиму Партизана, као једна од најважнијих ставки, у анализи Стевановићеве игре, наглашена је луцидност у ситуацијама „1 на 1“, приликом којих најчешће бира дриблинг како би се ослободио директног чувара. Сам играч је дриблинг оценио као своју најбољу карактеристику. У сениорском фудбалу дебитовао је као шеснаестогодишњак, код тренера Зорана Мирковића, који му је на пробним утакмицама током јесењег дела сезоне 2018/19. променио више позиција у офанзивном делу терена, услед чега је Стевановић наступио на позицијама централног нападача и полушпица. По одласку Марка Јанковића из клуба, те повреда Данила Пантића и Ђорђа Ивановића, Мирковић је на зимским припремама у Белеку, почетком 2019, Стевановића користио и на позицији предњег везног играча, чиме му је дозвољавао већу слободу у кретању и организацији игре. Стевановић фигурира као извођач слободних удараца. По стилу и техници упоређен је са Еданом Азаром, док су због брзине, дриблинга, пас игре, као и избора копачки, медији препознали сличност са Гаретом Бејлом.

Играчи Конахса по завршетку меча питали су ме које сам годиште, претходно чак и говорили: „Молим те, немој толико да се крећеш”!

—Филип Стевановић, након првог гола у професионалној каријери, август 2019.
Током лета 2019. Стевановић је прошао комплетан припремни период код тренера Сава Милошевића, где је добијао прилику у ротацији и постигао један погодак. Током припремног периода, као и на отварању нове сезоне, Стевановић је углавном имао улогу резервисте, а у игру је најчешће улазио уместо Ђорђа Ивановића и заузимао место крај леве стране офанзивног дела терена. Стевановић је на тај начин наступио и на реванш сусрету другог кола квалификација за Лигу Европе, против велшког представника Конахс Кија, када је одиграо цело друго полувреме. Након соло продора по левој страни и дриблинга у шеснаестерцу противника, Стевановић је постигао свој први погодак на званичној утакмици за коначних 3:0.
Са 16 година и 309 дана старости, колико је тада имао, Стевановић је постао најмлађи стрелац у континенталним такмичењима са простора бивше Југославије. Неколико дана касније, Стевановић је постигао погодак главом против екипе Мачве из Шапца, у другом колу Суперлиге Србије за сезону 2019/20, након продора и центаршута Александра Лутовца. Према извештају Вечерњих новости изабран је за најбољег појединца на том сусрету. Непосредно по завршетку утакмице, Саво Милошевић је одлуку да Стевановић почне утакмицу образложио тиме да је играч својим залагањем то заслужио, те да играче не разликује по старости.

Сваки комплимент прија, посебно кад се нађете на листи 60 талентованих дечака по мишљењу реномираног листа какав је Гардијан. Ипак, ни кад су ме хвалили раније, а ни сад, нисам летео. Врло сам свестан свих предности, лепота, мана и опасности које фудбал носи. Имам само 17 година, мој таленат је једна ствар, али да би о мени и даље писали као о некоме ко има добар учинак морам марљиво да радим, као досад. Очекивао сам да будем на листи најталентованијих младих фудбалера, што ме само још више мотивише.

—Филип Стевановић, октобар 2019.
Након игара на почетку сезоне, Филип Стевановић је по стилу игре упоређен са некадашњим фудбалером Партизана, Андријом Живковићем и његовим почецима у том клубу. Стевановићев погодак против Рада у оквиру 5. кола Суперлиге Србије, када је дриблинзима прошао поред неколико одбрамбених играча гостујуће екипе, а затим упутио ударац, изабран је за најлепши гол те такмичарске недеље, према оценама стручњака и публике на друштвеним мрежама.
Британски дневни лист „Гардијан“ сврстао је Филипа Стевановића међу 60 најталентованијих играча рођених 2002. у октобру 2019. године. Портал „Maxbetsport“ претходно је пренео информацију да су права на уговор тада малолетног Стевановића продата неименованом инвестиционом фонду за 21 милион евра. Од те цифре, према писању истог извора, Партизану би припало 16 милиона, док би сам трансфер представљао најскупљу продају играча у историји српског фудбала. Управа клуба је, према наводима „Спортских“, демантовала тврдње о уговореној продаји играча.

## Статистика

#### Клупска
Ажурирано 30. маја 2021.
| Клуб     | Сезона   | Лига             | Лига    | Лига   | Национални куп | Национални куп | Европа  | Европа | Остало  | Остало | Укупно  | Укупно |
| Клуб     | Сезона   | Дивизија         | Наступа | Голова | Наступа        | Голова         | Наступа | Голова | Наступа | Голова | Наступа | Голова |
| -------- | -------- | ---------------- | ------- | ------ | -------------- | -------------- | ------- | ------ | ------- | ------ | ------- | ------ |
| Партизан | 2018/19. | Суперлига Србије | 4       | 0      | 0              | 0              | —       | —      | —       | —      | 4       | 0      |
| Партизан | 2019/20. | Суперлига Србије | 25      | 7      | 3              | 1              | 7       | 1      | —       | —      | 35      | 9      |
| Партизан | 2020/21. | Суперлига Србије | 27      | 4      | 3              | 0              | 3       | 0      | —       | —      | 33      | 4      |
| Партизан | Укупно   | Укупно           | 56      | 11     | 6              | 1              | 10      | 1      | —       | —      | 72      | 13     |

### Утакмице у дресу репрезентације
| Репрезентација Србије у узрасту до 14 година старости | Репрезентација Србије у узрасту до 14 година старости | Репрезентација Србије у узрасту до 14 година старости | Репрезентација Србије у узрасту до 14 година старости | Репрезентација Србије у узрасту до 14 година старости | Репрезентација Србије у узрасту до 14 година старости | Репрезентација Србије у узрасту до 14 година старости | Репрезентација Србије у узрасту до 14 година старости | Репрезентација Србије у узрасту до 14 година старости | Репрезентација Србије у узрасту до 14 година старости |
| #                                                     | Датум                                                 | Такмичење                                             | Локација                                              | Домаћин                                               | Резултат                                              | Гост                                                  | Гол                                                   | Реф.                                                  |                                                       |
| ----------------------------------------------------- | ----------------------------------------------------- | ----------------------------------------------------- | ----------------------------------------------------- | ----------------------------------------------------- | ----------------------------------------------------- | ----------------------------------------------------- | ----------------------------------------------------- | ----------------------------------------------------- | ----------------------------------------------------- |
| 1.                                                    | 2. јун 2016.                                          | Међународни турнир у Хрватској                        | Стадион НК Шпанско, Загреб                            | Хрватска                                              | 0 : 1                                                 | Србија                                                | Гол                                                   | [ 114 ]                                               |                                                       |
| 2.                                                    | 3. јун 2016.                                          | Међународни турнир у Хрватској                        | Стадион НК Шпанско, Загреб                            | Србија                                                | 2 : 0                                                 | Црна Гора                                             |                                                       | [ 61 ]                                                |                                                       |
| 3.                                                    | 5. јун 2016.                                          | Међународни турнир у Хрватској                        | Стадион НК Шпанско, Загреб                            | САД                                                   | 0 : 2                                                 | Србија                                                |                                                       | [ 62 ]                                                |                                                       |
| 3                                                     | Укупан број утакмица и постигнутих погодака           | Укупан број утакмица и постигнутих погодака           | Укупан број утакмица и постигнутих погодака           | Укупан број утакмица и постигнутих погодака           | Укупан број утакмица и постигнутих погодака           | Укупан број утакмица и постигнутих погодака           | 1                                                     | [ 109 ]                                               |                                                       |

| Репрезентација Србије у узрасту до 15 година старости | Репрезентација Србије у узрасту до 15 година старости | Репрезентација Србије у узрасту до 15 година старости | Репрезентација Србије у узрасту до 15 година старости | Репрезентација Србије у узрасту до 15 година старости | Репрезентација Србије у узрасту до 15 година старости | Репрезентација Србије у узрасту до 15 година старости | Репрезентација Србије у узрасту до 15 година старости | Репрезентација Србије у узрасту до 15 година старости | Репрезентација Србије у узрасту до 15 година старости |
| #                                                     | Датум                                                 | Такмичење                                             | Локација                                              | Домаћин                                               | Резултат                                              | Гост                                                  | Гол                                                   | Реф.                                                  |                                                       |
| ----------------------------------------------------- | ----------------------------------------------------- | ----------------------------------------------------- | ----------------------------------------------------- | ----------------------------------------------------- | ----------------------------------------------------- | ----------------------------------------------------- | ----------------------------------------------------- | ----------------------------------------------------- | ----------------------------------------------------- |
| 1.                                                    | 4. април 2017.                                        | Пријатељска утакмица                                  | Доха, Катар                                           | Катар                                                 | 2 : 3                                                 | Србија                                                | Гол                                                   | [ 65 ]                                                |                                                       |
| 2.                                                    | 6. април 2017.                                        | Пријатељска утакмица                                  | Доха, Катар                                           | Катар                                                 | 1 : 1                                                 | Србија                                                |                                                       | [ 66 ]                                                |                                                       |
| 2                                                     | Укупан број утакмица и постигнутих погодака           | Укупан број утакмица и постигнутих погодака           | Укупан број утакмица и постигнутих погодака           | Укупан број утакмица и постигнутих погодака           | Укупан број утакмица и постигнутих погодака           | Укупан број утакмица и постигнутих погодака           | 1                                                     | [ 109 ]                                               |                                                       |

| Репрезентација Србије у узрасту до 16 година старости | Репрезентација Србије у узрасту до 16 година старости | Репрезентација Србије у узрасту до 16 година старости | Репрезентација Србије у узрасту до 16 година старости | Репрезентација Србије у узрасту до 16 година старости | Репрезентација Србије у узрасту до 16 година старости | Репрезентација Србије у узрасту до 16 година старости | Репрезентација Србије у узрасту до 16 година старости | Репрезентација Србије у узрасту до 16 година старости | Репрезентација Србије у узрасту до 16 година старости |
| #                                                     | Датум                                                 | Такмичење                                             | Локација                                              | Домаћин                                               | Резултат                                              | Гост                                                  | Гол                                                   | Реф.                                                  |                                                       |
| ----------------------------------------------------- | ----------------------------------------------------- | ----------------------------------------------------- | ----------------------------------------------------- | ----------------------------------------------------- | ----------------------------------------------------- | ----------------------------------------------------- | ----------------------------------------------------- | ----------------------------------------------------- | ----------------------------------------------------- |
| 1.                                                    | 21. новембар 2017.                                    | Пријатељска утакмица                                  | Кућа фудбала, Стара Пазова                            | Србија                                                | 3 : 0                                                 | Словачка                                              |                                                       | [ 68 ]                                                |                                                       |
| 2.                                                    | 23. новембар 2017.                                    | Пријатељска утакмица                                  | Кућа фудбала, Стара Пазова                            | Србија                                                | 2 : 2                                                 | Словачка                                              |                                                       | [ 69 ]                                                |                                                       |
| 3.                                                    | 24. фебруар 2018.                                     | Пријатељска утакмица                                  | Спортски центар ФСЦГ, Подгорица                       | Црна Гора                                             | 0 : 1                                                 | Србија                                                |                                                       | [ 115 ]                                               |                                                       |
| 4.                                                    | 8. март 2018.                                         | Развојни турнир УЕФА                                  | Кућа фудбала, Стара Пазова                            | Србија                                                | 1 : 0                                                 | Норвешка                                              |                                                       | [ 116 ]                                               |                                                       |
| 5.                                                    | 10. март 2018.                                        | Развојни турнир УЕФА                                  | Кућа фудбала, Стара Пазова                            | Србија                                                | 0 : 0                                                 | Чешка                                                 |                                                       | [ 117 ]                                               |                                                       |
| 6.                                                    | 12. март 2018.                                        | Развојни турнир УЕФА                                  | Кућа фудбала, Стара Пазова                            | Србија                                                | 2 : 1                                                 | Словенија                                             | Гол                                                   | [ 70 ]                                                |                                                       |
| 7.                                                    | 22. мај 2018.                                         | Меморијални турнир „Миљан Миљанић”                    | Стадион ФК Раднички, Нови Београд                     | Србија                                                | 0 : 0                                                 | Бугарска                                              |                                                       | [ 118 ]                                               |                                                       |
| 8.                                                    | 24. мај 2018.                                         | Меморијални турнир „Миљан Миљанић”                    | Стадион ФК Синђелић, Београд                          | Србија                                                | 1 : 1                                                 | Украјина                                              |                                                       | [ 119 ]                                               |                                                       |
| 8                                                     | Укупан број утакмица и постигнутих погодака           | Укупан број утакмица и постигнутих погодака           | Укупан број утакмица и постигнутих погодака           | Укупан број утакмица и постигнутих погодака           | Укупан број утакмица и постигнутих погодака           | Укупан број утакмица и постигнутих погодака           | 1                                                     | [ 109 ]                                               |                                                       |

| Репрезентација Србије у узрасту до 19 година старости | Репрезентација Србије у узрасту до 19 година старости | Репрезентација Србије у узрасту до 19 година старости | Репрезентација Србије у узрасту до 19 година старости | Репрезентација Србије у узрасту до 19 година старости | Репрезентација Србије у узрасту до 19 година старости | Репрезентација Србије у узрасту до 19 година старости | Репрезентација Србије у узрасту до 19 година старости | Репрезентација Србије у узрасту до 19 година старости | Репрезентација Србије у узрасту до 19 година старости |
| #                                                     | Датум                                                 | Такмичење                                             | Локација                                              | Домаћин                                               | Резултат                                              | Гост                                                  | Гол                                                   | Реф.                                                  |                                                       |
| ----------------------------------------------------- | ----------------------------------------------------- | ----------------------------------------------------- | ----------------------------------------------------- | ----------------------------------------------------- | ----------------------------------------------------- | ----------------------------------------------------- | ----------------------------------------------------- | ----------------------------------------------------- | ----------------------------------------------------- |
| 1.                                                    | 8. октобар 2019.                                      | Квалификације за Европско првенство                   | Стадион Чукаричког, Баново Брдо                       | Србија                                                | 1 : 1                                                 | Румунија                                              |                                                       | [ 120 ]                                               |                                                       |
| 2.                                                    | 11. октобар 2019.                                     | Квалификације за Европско првенство                   | Градски стадион, Земун                                | Србија                                                | 8 : 0                                                 | Литванија                                             |                                                       | [ 121 ]                                               |                                                       |
| 3.                                                    | 14. октобар 2019.                                     | Квалификације за Европско првенство                   | Кућа фудбала, Стара Пазова                            | Србија                                                | 0 : 4                                                 | Шпанија                                               |                                                       | [ 122 ]                                               |                                                       |
| 3                                                     | Укупан број утакмица и постигнутих погодака           | Укупан број утакмица и постигнутих погодака           | Укупан број утакмица и постигнутих погодака           | Укупан број утакмица и постигнутих погодака           | Укупан број утакмица и постигнутих погодака           | Укупан број утакмица и постигнутих погодака           | 0                                                     | [ 109 ]                                               |                                                       |

| Репрезентација Србије у узрасту до 21 године старости | Репрезентација Србије у узрасту до 21 године старости | Репрезентација Србије у узрасту до 21 године старости | Репрезентација Србије у узрасту до 21 године старости | Репрезентација Србије у узрасту до 21 године старости | Репрезентација Србије у узрасту до 21 године старости | Репрезентација Србије у узрасту до 21 године старости | Репрезентација Србије у узрасту до 21 године старости | Репрезентација Србије у узрасту до 21 године старости | Репрезентација Србије у узрасту до 21 године старости |
| #                                                     | Датум                                                 | Такмичење                                             | Локација                                              | Домаћин                                               | Резултат                                              | Гост                                                  | Гол                                                   | Реф.                                                  |                                                       |
| ----------------------------------------------------- | ----------------------------------------------------- | ----------------------------------------------------- | ----------------------------------------------------- | ----------------------------------------------------- | ----------------------------------------------------- | ----------------------------------------------------- | ----------------------------------------------------- | ----------------------------------------------------- | ----------------------------------------------------- |
| 1.                                                    | 9. октобар 2020.                                      | Квалификације за Европско првенство                   | Стадион Металца, Горњи Милановац                      | Србија                                                | 1 : 0                                                 | Пољска                                                |                                                       | [ 82 ]                                                |                                                       |
| 2.                                                    | 13. октобар 2020.                                     | Квалификације за Европско првенство                   | Парну Ранастадион, Парну                              | Естонија                                              | 0 : 0                                                 | Србија                                                |                                                       | [ 83 ]                                                |                                                       |
| 3.                                                    | 30. март 2021.                                        | Пријатељска утакмица                                  | Бахчешехир арена, Алања                               | Турска                                                | 0 : 1                                                 | Србија                                                |                                                       | [ 84 ]                                                |                                                       |
| 4.                                                    | 3. септембар 2021.                                    | Квалификације за Европско првенство                   | Кућа фудбала, Стара Пазова                            | Србија                                                | 0 : 1                                                 | Украјина                                              |                                                       | [ 123 ]                                               |                                                       |
| 5.                                                    | 7. септембар 2021.                                    | Квалификације за Европско првенство                   | Стадион Биљанини извори, Охрид                        | Северна Македонија                                    | 0 : 0                                                 | Србија                                                |                                                       | [ 124 ]                                               |                                                       |
| 6.                                                    | 12. октобар 2021.                                     | Квалификације за Европско првенство                   | Стадион Партизана, Београд                            | Србија                                                | 0 : 3                                                 | Француска                                             |                                                       | [ 125 ]                                               |                                                       |
| 7.                                                    | 12. новембар 2021.                                    | Квалификације за Европско првенство                   | Стадион Карађорђе, Нови Сад                           | Србија                                                | 0 : 0                                                 | Фарска Острва                                         |                                                       | [ 126 ]                                               |                                                       |
| 8.                                                    | 16. новембар 2021.                                    | Квалификације за Европско првенство                   | Арена Лавов, Лавов                                    | Украјина                                              | 2 : 1                                                 | Србија                                                |                                                       | [ 127 ]                                               |                                                       |
| 8                                                     | Укупан број утакмица и постигнутих погодака           | Укупан број утакмица и постигнутих погодака           | Укупан број утакмица и постигнутих погодака           | Укупан број утакмица и постигнутих погодака           | Укупан број утакмица и постигнутих погодака           | Укупан број утакмица и постигнутих погодака           | 0                                                     | [ 109 ]                                               |                                                       |

## Трофеји и награде
Партизан
- Куп Србијеː 2018/19.[29]